# Бутиловий спирт
Бути́ловий спи́рт або бутано́л— 4 органічні сполуки з формулою C4H9OH. Безбарвні рідини (окрім трет-бутанолу, який є твердою речовиною) з характерним запахом сивушного масла.

## Ізомери бутанолу
Існує кілька ізомерних форм:
- нормальний первинний бутиловий спирт або н-бутанол СН3(СН2)3ОН,
- вторинний бутиловий спирт або втор-бутанол СН3СН2СН(ОН)СН3, (який має ще «дзеркальний» ізомер)
- ізобутиловий спирт або ізобутанол, (СН3)2СНСН2ОН,
- третинний бутиловий спирт або трет-бутанол (СН3)3СОН.

## Опис
| Назва              | н-бутанол/ 1-бутанол | втор-бутанол/ 2-бутанол | ізобутанол        | трет-бутанол      |
| Систематична назва | Бутанол-1            | Бутанол-2               | 2-Метилпропанол-1 | 2-Метилпропанол-2 |
| Структурна формула |                      |                         |                   |                   |
| Модель молекули    |                      |                         |                   |                   |
| CAS                | 71-36-3              | 78-92-2                 | 78-83-1           | 75-65-0           |
| t плавлення        | −89 °C               | −114,7 °C               | −107,8 °C         | 26 °C             |
| t кипіння          | 118 °C               | 99 °C                   | 107,89 °C         | 83 °C             |
| густина г/см3      | 0,81                 | 0,80                    | 0,81              | 0,79              |

Як і решта парних спиртів, всі ізомери отруйні для людини. Бутанол використовується як розчинник для виробництва фарб, смол і пластифікаторів, в промисловому синтезі багатьох органічних сполук та як паливо.
Бутанол виробляють з нафти гідролізом галогеналканів чи гідролізом і гідратацією алкенів. Бутанол, що виробляється з біомаси, називають біобутанолом, хоча він має абсолютно ті ж характеристики, що й бутанол, отриманий з нафти.
Бутанол почали виробляти починаючи з 20-х років XX століття з використанням бактерії Clostridium acetobutylicum.
Світове виробництво бутилового спирту в 2004 р. становило 4,5 млн т. при ціні 3 долари за галон.

## Отримання
У промисловості бутанол отримують:
- оксосинтезом з пропілену з використанням нікель-кобальтових каталізаторів при 1,0-1,5 МПа (За Реппе).
- з ацетальдегіду через ацетальдоль і кротоновий альдегід, який гідрується на мідних, міднохромових або нікелевих каталізаторах.
- ацетоно-бутиловим бродінням харчової сировини.